# Salem Open Beijing and the Nokia Open 1996
Salem Open Beijing and the Nokia Open 1996 - тенісні турніри. Чоловічий турнір відбувся на закритих кортах з килимовим покриттям, а жіночий - на закритих кортах з твердим покриттям. Обидва змагання відбулись у Пекіні (Китай). Належали, відповідно, до серії World Series в рамках Туру ATP 1996, а також до серії Tier IV в рамках Туру WTA 1996. Чоловічий турнір тривав з 7 до 13 жовтня, а жіночий - з 14 до 20 жовтня 1996 року. Грег Руседскі і Ші-тін Ван здобули титули в одиночному розряді.

## Фінальна частина

### Одиночний розряд, чоловіки
Грег Руседскі —  Мартін Дамм 7–6(7–5), 6–4
- Для Руседскі це був 2-й титул за сезон і 5-й - за кар'єру.

### Одиночний розряд, жінки
Ван Ші-тін —  Чень Лі-Лін 6–3, 6–4
- Для Ван це був 2-й титул за сезон і 6-й — за кар'єру.

### Парний розряд, чоловіки
Мартін Дамм /  Ольховський Андрій Станіславович —  Патрік Кюнен /  Гері Мюллер 6–4, 7–5
- Для Дамма це був єдиний титул за сезон і 8-й - за кар'єру. Для Ольховського це був 4-й титул за сезон і 14-й - за кар'єру.

### Парний розряд, жінки
Наоко Кадзімута /  Міхо Саекі —  Хосокі Юко /  Такума Кадзуе 7–5, 6–4
- Для Кідзімути це був 2-й титул за сезон і 2-й - за кар'єру. Для Саекі це був 1-й титул за рік і 2-й - за кар'єру.